# 馬克·納瓦羅
馬克·納瓦羅（西班牙語：Marc Navarro Ceciliano；1995年7月2日—）是一名西班牙職業足球運動員，曾效力於英超球會屈福特。主要司職右後衛，他也可以擔任中後衛。

## 球會生涯

### 西班牙人
納瓦羅出生於加泰羅尼亞巴塞羅那。他曾代表CF巴達洛納，巴塞羅那和西班牙人，亦曾租借至CF Damm直至賽季完畢。在2014年7月，他被分配到在西乙B組的西班牙人預備隊。
納瓦羅在2014年11月首次在職業隊亮相。在1-2客場負于埃爾切之際，納瓦羅下半場替代羅伯·科雷亞。在次年的9月5日,他在對戰巴塞羅那足球俱樂部B的比賽中取得第一個進球，以3-2的成績獲勝。
2015年12月22日，納瓦羅與球會簽訂了為期一年的續約協議，他的新合同將續期到2017年6月。可是，接下來的2016年4月4日，他的膝蓋嚴重受傷，缺席了6個月的比賽。
在2017年1月21日，納瓦羅首次晉升為首發陣容和首次於西甲亮相，他攻進了第三球，並以3-1的比分在主場擊敗格拉納達CF。至勞爾塔穆多在1997年達成這一壯舉後，納瓦羅成為第一個實現這壯舉的青訓球員。八天之後，他第二次出場，並為球隊攻入第二個進球，使球隊以3-1戰勝塞維利亞。
2017年1月30日，納瓦羅的合同續期至2021年，晉升為下一場比賽的首發陣容。

### 屈福特
2018年6月15日，納瓦羅以200萬歐元的轉會費與屈福特簽訂了為期五年的合約。在9月29日，他首次在英超聯賽出場，出場84分鐘，最後以0-2輸給阿仙奴。

## 個人生活
納瓦羅和同胞，在阿仙奴擔任右閘的埃克托尔·贝列林是童年朋友。他們曾經在祖母家的花園裡一起踢足球。

## 生涯數據
最後更新：截至2019年1月6日
| 球會         | 賽季     | 聯賽     | 聯賽 | 聯賽 | 國家盃 | 國家盃 | 聯賽盃 | 聯賽盃 | 其它 | 其它 | 總計 | 總計 |
| 球會         | 賽季     | 聯賽     | 出賽 | 進球 | 出賽   | 進球   | 出賽   | 進球   | 出賽 | 進球 | 出賽 | 進球 |
| ------------ | -------- | -------- | ---- | ---- | ------ | ------ | ------ | ------ | ---- | ---- | ---- | ---- |
| 西班牙人 B隊 | 2014–15  | 西乙二   | 13   | 0    | —      | —      | —      | —      | —    | —    | 13   | 0    |
| 西班牙人 B隊 | 2015–16  | 西乙二   | 17   | 4    | —      | —      | —      | —      | —    | —    | 17   | 4    |
| 西班牙人 B隊 | 2016–17  | 西乙二   | 14   | 3    | —      | —      | —      | —      | —    | —    | 14   | 3    |
| 西班牙人 B隊 | 總計     | 總計     | 44   | 7    | —      | —      | —      | —      | —    | —    | 44   | 7    |
| 西班牙人     | 2015–16  | 西甲     | 0    | 0    | 0      | 0      | —      | —      | —    | —    | 0    | 0    |
| 西班牙人     | 2016–17  | 西甲     | 12   | 2    | 0      | 0      | —      | —      | —    | —    | 12   | 2    |
| 西班牙人     | 2017–18  | 西甲     | 19   | 1    | 5      | 0      | —      | —      | —    | —    | 24   | 1    |
| 西班牙人     | 總計     | 總計     | 31   | 3    | 5      | 0      | —      | —      | —    | —    | 36   | 3    |
| 屈福特       | 2018–19  | 英超     | 1    | 0    | 1      | 0      | 2      | 0      | —    | —    | 5    | 0    |
| 生涯總計     | 生涯總計 | 生涯總計 | 76   | 10   | 6      | 0      | 2      | 0      | 0    | 0    | 85   | 10   |